# Rhicnoda rugosa
Rhicnoda rugosa är en kackerlacksart som beskrevs av Brunner von Wattenwyl 1865. Rhicnoda rugosa ingår i släktet Rhicnoda och familjen jättekackerlackor. Inga underarter finns listade i Catalogue of Life.